# Gustav Schlienkamp
Christian Wilhelm Gustav Schlienkamp (* 2. Juni 1847 in Düsseldorf; † 18. August 1913 ebenda) war ein preußischer Generalleutnant.

## Leben

### Herkunft
Gustav war der Sohn des Arztes Christian Dietrich Schlienkamp (1814–1874) und dessen Ehefrau Emilie, geborene van Zütphen (1810–1897). Seinem Vater gehörte bis 1865 die Hirsch-Apotheke in Düsseldorf und er war zudem Gemeinderat, Beigeordneter der Stadt Düsseldorf sowie von 1868 bis 1870 Mitglied des Preußischen Abgeordnetenhauses.

### Militärkarriere
Nach dem Besuch der Gymnasien in Düsseldorf und Jülich trat Schlienkamp am 1. Juni 1867 als Dreijährig-Freiwilliger in das 5. Rheinische Infanterie-Regiment Nr. 65 der Preußischen Armee in Köln ein. Er avancierte bis Anfang Februar 1869 zum Sekondeleutnant und nahm 1870/71 während des Krieges gegen Frankreich an den Belagerungen von Diedenhofen und Verdun sowie den Kämpfen um Amiens, an der Hallue und bei Bapaume teil. Im Gefecht bei Tertry-Pœuilly erlitt er eine leichte Verwundung.
Ausgezeichnet mit dem Eisernen Kreuz II. Klasse war Schlienkamp nach dem Friedensschluss ab Januar 1872 als Regimentsadjutant tätig und stieg Mitte Juni 1876 zum Premierleutnant auf. Unter Stellung à la suite wurde er Mitte Februar 1881 als Adjutant der 29. Infanterie-Brigade kommandiert. Unter Belassung in diesem Kommando erfolgte Ende Juni 1882 seine Versetzung à la suite in das 7. Rheinische Infanterie-Regiment Nr. 69 und drei Monate später die Beförderung zum überzähligen Hauptmann. Mit der Ernennung zum Chef der 4. Kompanie in Trier trat Schlienkamp Mitte Mai 1883 wieder in den Truppendienst zurück. Von Ende April bis Mitte September 1889 war er zu Ausbildungszwecken als Kompanieführer beim Lehr-Infanterie-Bataillon in Potsdam kommandiert. Anfang Mai 1891 als überzähliger Major seinem Verband aggregiert, wurde er Mitte November des Jahres wieder in das Regiment einrangiert und am 25. März 1893 als Kommandeur des II. Bataillons in das ebenfalls in Trier stationierte Infanterie-Regiment „von Horn“ (3. Rheinisches) Nr. 29 versetzt. Schlienkamp avancierte am 22. März 1897 zum Oberstleutnant und etatmäßigen Stabsoffizier im Infanterie-Regiment „Graf Dönhoff“ (7. Ostpreußisches) Nr. 44 in Deutsch Eylau. Nachdem man ihn am 18. August 1899 zunächst mit der Führung dieses Regiments beauftragt hatte, wurde Schlienkamp am 27. Januar 1900 Oberst und Kommandeur des Verbandes. In gleicher Funktion war er ab dem 22. März 1902 im Füsilier-Regiment „Fürst Karl-Anton von Hohenzollern“ (Hohenzollernsches) Nr. 40 in Aachen tätig und sein Regimentschef Leopold von Hohenzollern verlieh ihm in Anerkennung das Ehrenkreuz II. Klasse seines Hausordens.
Unter Ernennung zum Kommandeur der 67. Infanterie-Brigade in Metz wurde Schlienkamp am 18. April 1903 Generalmajor und im Juni 1904 mit dem Roten Adlerorden II. Klasse mit Eichenlaub ausgezeichnet. In Genehmigung seines Abschiedsgesuches wurde er am 13. Februar 1906 mit dem Charakters als Generalleutnant und mit Pension zur Disposition gestellt. Aus Anlass der Herbstübungen verlieh Wilhelm II. ihm im September 1908 den Stern zum Kronen-Orden II. Klasse.

### Familie
Schlienkamp hatte sich 1891 mit Maria Graffweg (1865–1933) verheiratet. Aus der Ehe gingen drei Kinder hervor.